# Liste öffentlicher Bücherschränke im Landkreis Rottweil
In der Liste öffentlicher Bücherschränke im Landkreis Rottweil sind öffentliche Bücherschränke für Orte, die zum Landkreis Rottweil in Baden-Württemberg gehören, aufgeführt. Sie ist primär nach Orten sortiert, unabhängig davon, ob es sich um Ortsteile, Gemeinden oder Städte handelt. Der Artikel ist Teil der übergeordneten Liste öffentlicher Bücherschränke in Baden-Württemberg. Ein öffentlicher Bücherschrank ist ein Schrank oder schrankähnlicher Aufbewahrungsort mit Büchern, der dazu dient, Bücher kostenlos, anonym und ohne jegliche Formalitäten zum Tausch oder zur Mitnahme anzubieten. Die Liste erhebt keinen Anspruch auf Vollständigkeit.

## Öffentliche Bücherschränke im Landkreis Rottweil
Derzeit sind im Landkreis Rottweil sechs öffentliche Bücherschränke erfasst (Stand: 7. Februar 2023):
| Bild             | Ausführung            | Ort            | Seit | Anmerkung                                                      | Geokoordinaten          |
| ---------------- | --------------------- | -------------- | ---- | -------------------------------------------------------------- | ----------------------- |
|                  | Holzschrank           | Eschbronn      | 2015 | Bürger für Eschbronn, Arztpraxis Eschbronn                     | ⊙ Mariazeller Straße 6  |
| (weitere Bilder) | Bücherregal           | Rottweil       | 2015 | [ 1 ] [ 2 ]                                                    | ⊙ Hauptstraße 26        |
| (weitere Bilder) | Bücherregal           | Rottweil       |      | [ 2 ]                                                          | ⊙ Schramberger Straße 3 |
|                  | Holzschrank           | Schiltach      | 2022 | Standort am Lehengerichter Rathaus                             | ⊙ Hauptstraße 3         |
|                  | Bücherschrank         | Schramberg     |      | Öffentlicher Bücherschrank hinter dem Rathaus                  | ⊙ Marktstraße 31        |
|                  | Hängeschrank aus Holz | Sulz am Neckar | 2010 | Privater Bücherschrank am Neckar in der Nähe des Tennisplatzes | ⊙ Berliner Straße 28    |

## Statistik
Zu einem Vergleich mit den anderen Land- und Stadtkreisen Baden-Württembergs sowie zum Landesdurchschnitt siehe die Statistik öffentlicher Bücherschränke in Baden-Württemberg.